# 夏 (十六国)
大夏（407年—431年），史称胡夏、赫連夏，東晉十六國之一，由匈奴鐵弗部首領赫連勃勃於公元407年所建，国都在大部分时间都位于统万城（今陕西省靖边县红墩界乡白城子村无定河北岸）。
其開國君主赫連勃勃本名劉勃勃，是匈奴鐵弗部酋長劉衛辰之子。劉衛辰因敗死於北魏，部落亦潰散，劉勃勃遂逃亡後秦，避難於世交的後秦鮮卑酋帥沒弈于處，並迎娶其女。及長成，他得到後秦皇帝姚興賞識，受提拔為將帥，並使其統領後秦境內鐵弗殘眾及雜胡萬餘戶。
407年，劉勃勃背叛後秦出走，來到高平川襲殺岳父沒弈于，奪其部眾，據其地盤，遂自立為天王，國號大夏，並改姓赫連，是為赫連勃勃。
418年，赫連勃勃乘東晉權臣劉裕滅後秦班師之際，率軍偷襲留守晉軍，攻陷長安，於灞上正式稱帝，以長安為南京，留太子赫連璝鎮守，其本人則還師北京統萬。其間大興土木，營建統萬城宮闕。
424年，赫連勃勃在北京統萬城病重，意圖廢黜當時的長子太子赫連璝，改立四子赫連倫為太子。身在南京長安的赫連璝得知將被廢，遂起兵謀反，攻殺赫連倫。赫連勃勃三子赫連昌此時又領兵擊殺赫連璝，兼併其部隊後回師統萬城，赫連勃勃大喜過望，遂以赫連昌為新太子。425年，赫連勃勃病終於統萬城永安殿，赫連昌於是在永安殿繼位。
427年，北魏太武帝出兵攻陷统万城并于428年俘虏夏国第二代君主赫连昌。赫连昌之弟赫连定随后被拥立为君主并在430年灭亡西秦。但431年赫连定被吐谷浑俘虏，之后在432年被送往北魏处死。夏国共存在25年，历经三代君主。
夏国是五胡十六国中最晚建立的政权，其都城统万城遗址是至今唯一保存基本完好的早期北方王国都城遗址，也是匈奴人历史上留下的唯一都城遗址。

## 历史

### 立国
赫连勃勃是匈奴右贤王去卑的后代，与前赵光文帝刘渊同族。他早年投奔叱干部。叱干部的领导者他斗伏打算把赫连勃勃送给北魏。他斗伏的兄子阿利听说要送走赫连勃勃时，便飞速前去劝谏说：“鸟雀在走投无路时投入人的怀抱，尚且应该帮助免于祸难，何况赫连勃勃国破家亡，向我们归顺呢？即使容不下他，也应该由他投奔别处。现在抓起来把他送给北魏，不是仁者所为。”他斗伏怕北魏斥责，便没有听从，因此阿利派人半路劫走赫连勃勃，并把他送到后秦保护起来。
后秦皇帝姚兴见他一表人才，很喜欢他，任命他为骁骑将军，加任奉车都尉，让他经常参预军事与国政的大事，非常优待他。义熙二年，姚兴任命赫连勃勃为持节、安北将军、五原公，把三交五部鲜卑以及杂族共二万多部落配给他，让他镇守朔方。

## 疆域及行政区划

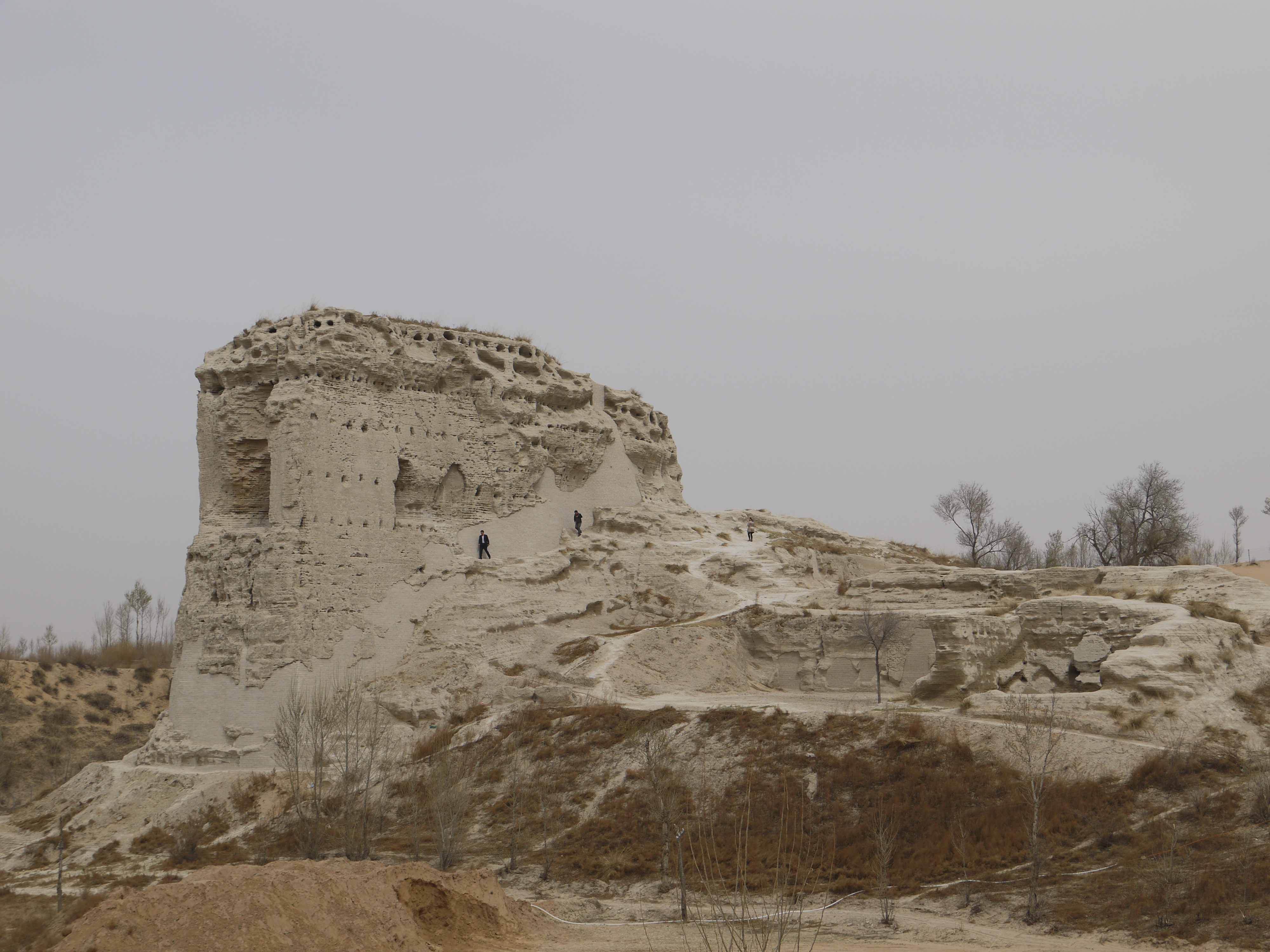
统万城遗址

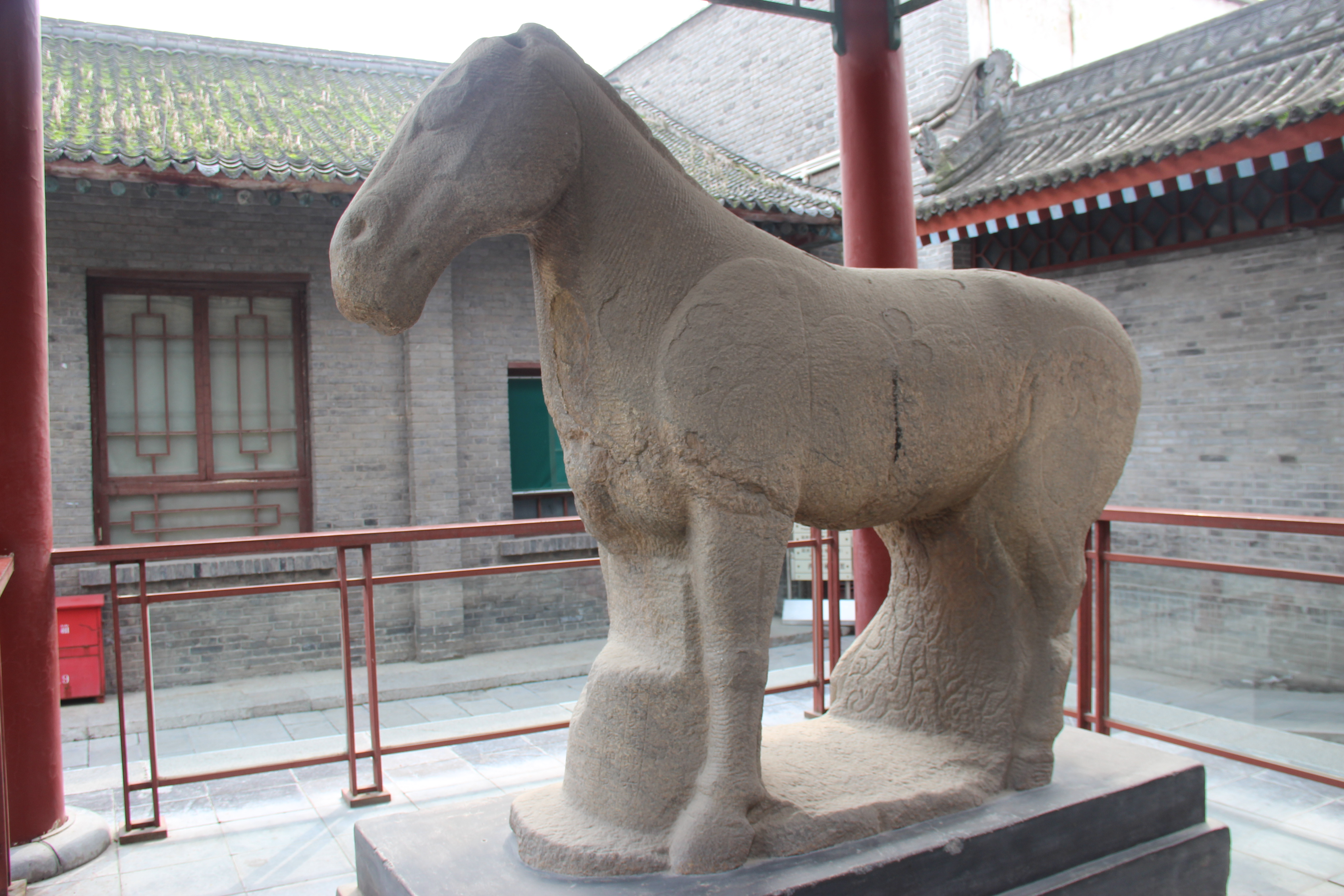
大夏石马，前腿处有“大夏真兴六年岁在甲子夏”（424年）题记，是唯一一件有大夏纪年的文物，现藏西安碑林

夏国最初占有大城（今内蒙古杭锦旗东南），之后于413年又修建统万城作为首都。至417年后秦灭亡前，夏国占据河套至陇东与陕西北部。
夏国的地方行政主要分为州、城（县）两级。有史可考的有幽、朔、秦、北秦、雍、并、梁、豫、荆九州。文献记载最多的只有幽州。

## 君主列表
| 铁弗部 272年—391年         |                              |                                |             |             |                                                                         |                  |
| 庙号                       | 谥号                         | 姓名                           | 在世時間    | 在位時間    | 年号                                                                    | 与前任关系       |
|                            | 元皇帝（武烈帝赫连勃勃追谥） | 诰升爰                         | ？—309年    |             |                                                                         |                  |
|                            | 景皇帝（武烈帝赫连勃勃追谥） | 乌路孤                         | ？—341年    |             |                                                                         | 诰升爰之子       |
|                            | 宣皇帝（武烈帝赫连勃勃追谥） | 刘务桓                         | ？—356年    |             |                                                                         | 乌路孤之子       |
| 太祖（武烈帝赫连勃勃追尊） | 桓皇帝（武烈帝赫连勃勃追谥） | 刘卫辰                         | ？—391年    |             |                                                                         | 刘务桓之子       |
| 夏 407年—431年             |                              |                                |             |             |                                                                         |                  |
| 世祖                       | 武烈皇帝                     | 赫连勃勃                       | 381年—425年 | 407年—425年 | 龙升：407年—413年 凤翔：413年—418年 昌武：418年—419年 真兴：419年—425年 | 刘卫辰的第三子   |
|                            |                              | 赫连昌（北魏太武帝降封为秦王） | ？—434年    | 425年—428年 | 承光：425年—428年                                                       | 赫连勃勃的第三子 |
|                            |                              | 赫连定                         | ？—432年    | 428年—431年 | 胜光：428年—431年                                                       | 赫连昌之弟       |

## 延伸阅读
[在维基数据编辑]
 《晉書·卷130》，出自房玄齡《晉書》
 《北史·卷093》，出自李延壽《北史》